# Jean-François Régis
São João Francisco Régis (em francês: Jean-François Régis; 31 de janeiro de 1597 – 31 de dezembro de 1640), também conhecido apenas como São Régis, foi um sacerdote francês da Companhia de Jesus, reconhecido como santo pela Igreja Católica Romana em 1737.

## Vida
Jean-François Régis nasceu em 31 de janeiro de 1597, em Fontcouverte, Aude, na região de Languedoc, no sul da França. Seu pai, Jean Régis, havia recentemente sido enobrecido como resultado de serviços prestados durante as Guerras da Liga. Sua mãe, Marguerite de Cugunhan, era de família nobre. Ele foi educado no Colégio Jesuíta de Béziers. Em 8 de dezembro de 1616, em seu décimo nono ano, entrou no noviciado jesuíta em Toulouse e emitiu os votos dois anos depois.
Depois de terminar seu curso de retórica em Cahors, Régis foi enviado para ensinar gramática em várias faculdades: Billom (1619-1622), Puy-en-Velay (1625-27) e Auch (1627-28). Enquanto lecionava, também prosseguiu seus estudos de filosofia no escolasticado de Tournon. Famoso por um intenso amor pela pregação e ensino da Fé, bem como pelo desejo de salvar almas, Régis começou seu estudo de teologia em Toulouse em 1628. Menos de dois anos depois, em 1630, foi ordenado sacerdote em 31. No ano seguinte, depois de concluídos os estudos, Régis fez o terceiro estágio.
Régis estava agora totalmente preparado para o trabalho de sua vida e iniciou sua carreira apostólica no verão de 1631. Ele foi um trabalhador incansável que passou a maior parte de sua vida servindo aos marginalizados. Como um padre recém-ordenado, ele trabalhou com vítimas da peste bubônica em Toulouse. De maio de 1632 a setembro de 1634, sua sede foi no Colégio Jesuíta de Montpellier. Aqui ele trabalhou pela conversão dos huguenotes, visitou hospitais, ajudou os necessitados, retirou do vício mulheres e meninas rebeldes e pregou a doutrina católica com zelo incansável para as crianças e os pobres. Régis é mais conhecido por seu trabalho com mulheres e órfãos em risco. Ele estabeleceu casas seguras e encontrou empregos para eles. Regis fundou a Confraria do Santíssimo Sacramento, que organizava arrecadações de caridade de dinheiro e alimentos dos ricos. Ele também estabeleceu vários albergues para prostitutas e ajudou muitas a se tornarem rendeiras treinadas, o que lhes proporcionou uma renda estável e uma oportunidade de evitar a ameaça de exploração.
Em 1633, Régis foi para a diocese de Viviers a convite do bispo local, Monsenhor Louis II de la Baume de Suze, dando missões em toda a diocese. De 1633 a 1640, ele evangelizou mais de cinquenta distritos em le Vivarais, le Forez e le Velay. Régis trabalhou diligentemente em nome de padres e leigos. Seu estilo de pregação era simples e direto. Ele apelou para o campesinato sem educação e resultou em numerosas conversões.
O trabalho de Régis gerou uma colheita de conversões. No entanto, sua ousadia - percebida como arrogância em alguns casos - levou a um conflito com alguns outros padres, um período de tensão com o bispo local e até ameaças de violência por parte daqueles cujos vícios ele condenou. Embora ele desejasse se dedicar à conversão dos habitantes indígenas do Canadá, ele permaneceu na França por toda a sua vida.
Régis caminhava de cidade em cidade, em áreas montanhosas difíceis, onde viajar era difícil, especialmente no inverno. Ele morreu de pneumonia aos quarenta e três anos em 31 de dezembro de 1640, em Lalouvesc (Ardèche), na região francesa de Dauphiné.

## Veneração
Jean-François Regis foi beatificado pelo Papa Clemente XI em 18 de maio de 1716, e canonizado pelo Papa Clemente XII em 5 de abril de 1737. 

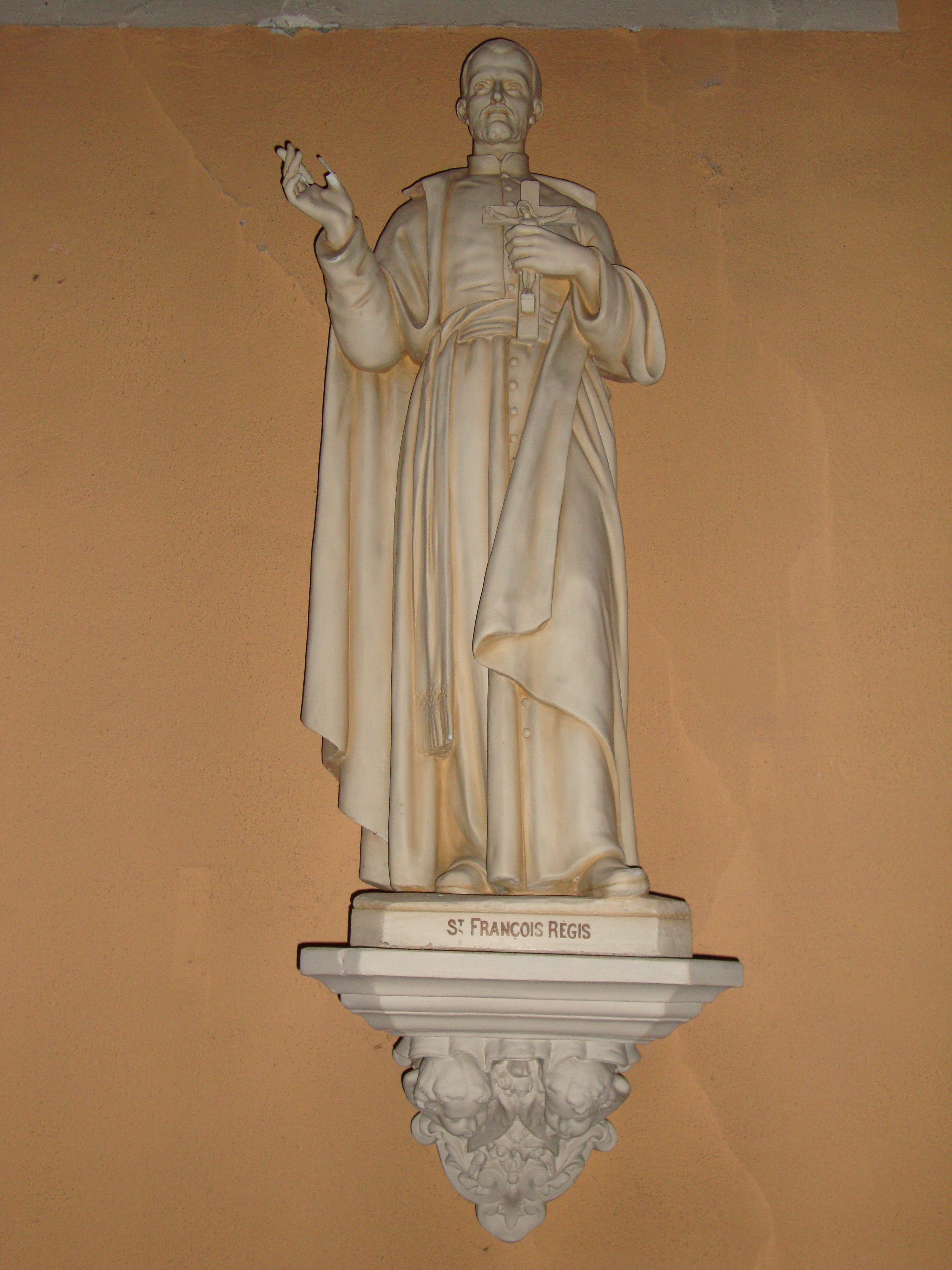
Estátua de St.François Regis, St. Martin-de-Valamas, Ardèche
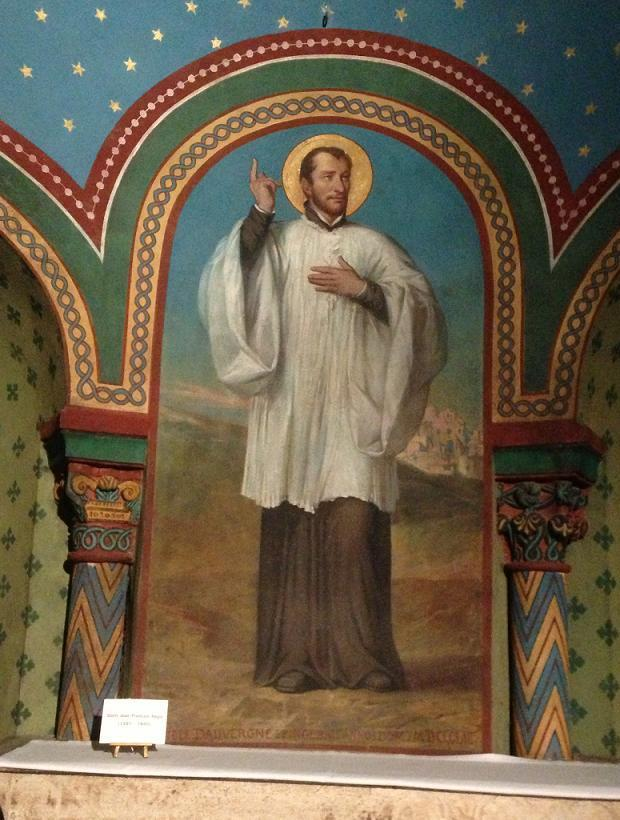
O altar dedicado a São João Francisco Régis na Catedral de Notre-Dame du Puy

### Patrocínio
Jean-François Régis é o santo padroeiro das rendeiras, assistentes sociais médicos e filhos ilegítimos.

## Legado
Em uma carta de 1997 ao Bispo de Viviers, o Papa João Paulo II comemorou o quarto centenário do nascimento de São João Francisco Régis, honrando-o como uma “figura elevada de santidade” e um exemplo para a Igreja no mundo moderno.
Hoje, o nome de Regis vive em todo o mundo. Existem lagos, montanhas, hotéis, complexos de apartamentos, piscinas e ruas com seu homônimo.
As paróquias são dedicadas a St. John Francis Regis em Arnaudville, Louisiana; Hollywood, Maryland; e Kansas City, Missouri.
A Regis University, localizada no Colorado, juntamente com o Regis Campus of Saint Ignatius 'College, Riverview, foram nomeados em sua homenagem, bem como várias escolas de ensino fundamental e médio em todo o mundo, incluindo Regis High School (Nova York), Regis School of Sacred Heart (Houston, Texas), Regis High School (Stayton, Oregon), Regis High School (Eau Claire, Wisconsin) e Regis Jesuit High School (Aurora, Colorado).
A reserva St. Regis Mohawk, onde fica uma igreja católica romana com o seu nome, também recebe esse nome em sua homenagem, devido à sua admiração pelos habitantes nativos da América do Norte.

A missão jesuíta em Conewago,Pensilvania foi nomeada em sua homenagem.